# Allen Whipple
Allen Oldfather Whipple (2 de septiembre de 1881 – 6 de abril de 1963) fue un cirujano estadounidense especialmente conocido por la operación de cáncer de páncreas que lleva su nombre (Procedimiento de Whipple) así como por la tríada propuesta por él para la definición de la hipoglucemia (Tríada de Whipple).

## Biografía
Whipple nació en Urmia, Persia. Sus padres eran los misioneros William Levi Whipple y Mary Louise Whipple. Asistió a la Universidad de Princeton y se doctoró por el Colegio de Médicos y Cirujanos de la Universidad de Columbia en 1908. Obtuvo su licencia como médico en el estado de Nueva York el 4 de febrero de 1910. (NY License #10151). Llegó a ser profesor de cirugía en la Universidad de Columbia donde permaneció desde 1921 a 1946. Trabajó en el procedimiento de resección pancreática (Duodenopancreatectomía) desde el año 1935. En 1940, consiguió que este proceso pasara de ser realizado en dos pasos a ser realizado en sólo uno. 
En la actualidad se denomina habitualmente a la Duodenopancreatectomía como  Procedimiento de Whipple por las novedades que incorporó en el procedimiento.
Durante su vida, Whipple llevó a cabo 37 duodenopancreatectomías.
Whipple también es conocido por desarrollar un diagnóstico para el  hiperinsulinismo, llamado Tríada de Whipple. 
Supervisó a Virginia Apgar cuando ésta hizo su residencia, con el objeto de ayudarla en su carrera médica en el campo de la anestesiología porque Allen vio que el progreso de la cirugía dependía de los avances en este campo, y vio en Virginia Apgar la «energía y habilidad» como para hacer una importante contribución a este campo.  Apgar inventó el Test de Apgar, una prueba de evaluación que se le realiza al recién nacido justo después del nacimiento para examinar su salud.
Whipple llegó a ser más tarde presidente del Colegio Americano de Médicos y Cirujanos (American College of Physicians and Surgeons).
- Datos: Q710735